# ROUGH DIAMOND (LINDBERGの曲)
『ROUGH DIAMOND』 （ラフ・ダイヤモンド）は、日本のロックバンドLINDBERGの5枚目のシングル。

## 概要
- エースコックCMソング。

## 収録曲
1. ROUGH DIAMOND
作詞: 渡瀬マキ、作曲: 川添智久
2. MINE（武道館ライブバージョン）